# Enad Licina
Enad Licina est un boxeur serbe né le 14 novembre 1979 à Novi Pazar.

## Carrière
Le 8 novembre 2008, il remporte le titre intercontinental de l'IBF, alors vacant, face à Otis Griffin. Après deux défenses de titre, il perd face au cubain Yoan Pablo Hernandez par décision unanime le 17 octobre 2009.
Le 12 février 2011, il dispute un match de championnat pour le titre poids lourds-légers de l'IBF contre Steve Cunningham. Mais Enad perd le combat par décision unanime.
Le 4 février 2012, il dispute un match de championnat pour le titre européen des poids lourds-légers contre Aleksandr Alekseyev. Match que remporte Alekseev par décision unanime.